# Aechmea apocalyptica
Espèce
Classification phylogénétique
Synonymes
- Ortgiesia apocalyptica (Reitz) L.B.Sm. & W.J.Kress

Aechmea apocalyptica est une espèce de plantes de la famille des Bromeliaceae, endémique de la forêt atlantique (mata atlântica en portugais) au Brésil.

## Synonymes
- Ortgiesia apocalyptica (Reitz) L.B.Sm. & W.J.Kress